# Гавиноська сільська рада
Гавино́ська сільська́ ра́да — колишня  адміністративно-територіальна одиниця та орган місцевого самоврядування у Окнянському районі Одеської області. Адміністративний центр — село Гавиноси.

## Загальні відомості
- Територія ради: 38,79 км²
- Населення ради: 788 осіб (станом на 2001 рік)
- Територією ради протікає річка Тростянець

## Населені пункти
Сільській раді були підпорядковані населені пункти:
- с. Гавиноси

## Населення
За переписом населення України 2001 року в сільській раді мешкало 785 осіб.

### Мова
Розподіл населення за рідною мовою за даними перепису 2001 року:
| Мова       | Відсоток |
| ---------- | -------- |
| українська | 77,79 %  |
| молдовська | 18,02 %  |
| російська  | 4,06 %   |
| болгарська | 0,13 %   |

## Склад ради
Рада складалася з 12 депутатів та голови.
- Голова ради:
- Секретар ради: Компаніченко Раїса Феодосіївна

### Керівний склад попередніх скликань
| Прізвище, ім'я, по батькові | Основні відомості                                            | Дата обрання | Дата звільнення |
| --------------------------- | ------------------------------------------------------------ | ------------ | --------------- |
| Терзі Микола Борисович      | Сільський голова, 1963 року народження, член Народної партії | 26.03.2006   | 31.10.2010      |

Примітка: таблиця складена за даними сайту Верховної Ради України

### Депутати
За результатами місцевих виборів 2010 року депутатами ради стали:

#### За суб'єктами висування
| Суб'єкт висування | Кількість обраних депутатів | %    |
| ----------------- | --------------------------- | ---- |
| Партія регіонів   | 10                          | 83,3 |
| Народна партія    | 2                           | 16,7 |

#### За округами
| № округу        | Прізвище, ім'я, по батькові     | Дата визнання обраним | Освіта             | Партійна приналежність | Відомості про обраного депутата                                        |
| --------------- | ------------------------------- | --------------------- | ------------------ | ---------------------- | ---------------------------------------------------------------------- |
| Народна Партія  |                                 |                       |                    |                        |                                                                        |
| 3               | Ромашко Наталя Василівна        | 02.11.2010            | середня спеціальна | член Народної партії   | Гавиноський дитячий садок, завідувачка                                 |
| 12              | Крецул Павліна Ігнатівна        | 02.11.2010            | середня спеціальна | член Народної партії   | пенсіонер                                                              |
| Партія регіонів |                                 |                       |                    |                        |                                                                        |
| 1               | Караман Наталія Миколаївна      | 02.11.2010            | середня спеціальна | член Партії регіонів   | приватне сільськогосподарське підприємство «Колос», головний бухгалтер |
| 2               | Терлюга Марія Олексіївна        | 02.11.2010            | середня спеціальна | член Партії регіонів   | пенсіонер                                                              |
| 4               | Компанійченко Раїса Феодосіївна | 02.11.2010            | середня спеціальна | член Партії регіонів   | Гавиноська сільська рада, секретар                                     |
| 5               | Охотська Натолія Феодосіївна    | 02.11.2010            | середня спеціальна | член Партії регіонів   | Гавиноський фельдшерсько-акушерський пункт, санітар                    |
| 6               | Трубіна Альона Леонідівна       | 02.11.2010            | середня спеціальна | член Партії регіонів   | приватне сільськогосподарське підприємство «Колос», секретар           |
| 7               | Гаврилюк Оксана Іванівна        | 02.11.2010            | середня            | член Партії регіонів   | тимчасово не працює                                                    |
| 8               | Королюк Тетяна Миколаївна       | 02.11.2010            | середня спеціальна | член Партії регіонів   | магазин с. Гавиноси, продавець                                         |
| 9               | Палій Олена Петрівна            | 02.11.2010            | середня спеціальна | член Партії регіонів   | Гавиноське відділення зв'язку, завідувачка                             |
| 10              | Коломійчук Наталя Миколаївна    | 02.11.2010            | вища               | член Партії регіонів   | тимчасово не працює                                                    |
| 11              | Кіріца Олександра Сергіївна     | 02.11.2010            | середня спеціальна | член Партії регіонів   | Гавиноська загальноосвітня школа, кухар                                |